# Barry Castle
Barry Castle är en ruin av en medeltida befäst gård eller borg i Wales. Den ligger i kommunen Vale of Glamorgan, 12 km sydväst om Cardiff.